# LAV 1 (Bélgica)
La LAV 1 es una línea ferroviarìa belga de alta velocidad que conecta Bruselas con la frontera francesa. Tiene 88,08 km de longitud de los cuales 72,76 km son de nueva construcción y 15,32 km corresponden a líneas modernizadas. La línea fue abierta el 14 de diciembre de 1997.
La apertura de la LAV 1 ha reducido sensiblemente la duración de los viajes entre París y Bruselas a 1:22 h . En combinación con la francesa LGV Nord también ha impactado en la duración de los viajes internacionales a Francia y Londres. Por ella circulan trenes Eurostar, TGV, Thalys PBA y Thalys PBKA.
La construcción total, sin contar la estación de Bruselas Sur, tuvo un costo estimado de € 1,42 millones.

## Ruta
La LAV 1 comienza en la estación de Bruselas Sur por el trazado tradicional que ha sido modificado para poder soportar velocidades de 220 km/h. En el km 17 la línea de alta velocidad propiamente dicha comienza, admitiendo desde allí velocidades de 300 km/h.
Entre Rebecq y Enghien la línea corre paralela a la Autoroute A8 separada por una franja de seguridad. Desde Enghien la línea es paralela a la línea tradicional Bruselas-Tournai por aproximadamente 10 km .
El taller de mantenimiento Le Coucou se encuentra cerca de Ath. Esta estación fue la base de operaciones durante la construcción de la línea y actualmente es usado como taller de mantenimiento para la LAV 1.
En Antoing existe una conexión con la línea Mons-Tournai usada por los servicios Thalys entre París y Namur. Luego, en el km 88, la línea atraviesa la frontera franco-belga, transformándose en la LGV Nord francesa hacia París o Lille.
El sistema de señalización francés TVM-430 se encuentra instalalado en la LAV 1.